# 民主行动党社会主义青年团
民主行动党社会主义青年团（英語：Democratic Action Party Socialist Youth），简称社青团（英語：DAPSY）是马来西亚民主行动党的青年组织。在1973年成立，并在同年被接纳成为社会主义青年国际联盟的成员。目前由霹雳州行政议员兼巴硕伯打玛州议员吴家良担任总团长和无拉港州议员王俊伟担任署理团长一职。。

## 1992年《社青团宣言》
该团于1992年推出《社青团宣言》作为该团的斗争方向。
以下为宣言内列明的八大青年纲领：
（一）恢复1957年独立时联邦宪法所保障的权利，作为朝向人民宪法的起步；
（二）力争平等的权利、更多机会和参与空间；
（三）开拓积极的人力发展；
（四）落实人权、自由与民主；
（五）承认保护环境和消费人的需要；
（六）实现一个民主社会主义的“马来西亚人的马来西亚”；
（七）反抗剥削；
（八）建立道德与伦理观、公信力与责任感，进而消灭贪污并促进国民团结。